# Softcannon
Softcannon és una empresa colombiana de programari d'entreteniment per videojocs als sistemes d'ordinador, és la primera a Colòmbia a començar a produir videojocs amb capital humà 100% colombià. Recolza activament la creació de l'Associació Colombiana de Desenvolupadors de Videojocs de Colòmbia ACODEVI, com a alternativa per incentivar la indústria dels videojocs a Colòmbia, i com a mitjà per sortir del subdesenvolupament en el qual es troba actualment el país. Dirigeix el desenvolupament del videojoc del tipus "Counterguerrilla", per ensenyar el desenvolupament de videojocs a Colòmbia. Actualment (2007) desenvolupa diversos videojocs per PC, els quals seran venuts en el mercat internacional. En el 2007 és una microempresa amb capital aproximat als U$50.000 dòlars.

## Història
Fundada el 1992, era una productora discreta de programari empresarial per a PC. L'any 1995 canvia el seu enfocament al desenvolupament de llocs web i ecommerce. L'any 1996 comença el desenvolupament de videojocs per a PC, es va decidir especialitzar en aquest sector amb jocs com els gèneres d'estratègies i per a nens, en el mercat "indie".